# Splošna plovba
Splošna plovba je slovenska skupina družb za mednarodni ladijski transport, ki je bila ustanovljena 22. oktobra 1954 kot Splošna plovba Koper.

## Zgodovina
Med drugo svetovno vojno in takoj po njej je mali obalni promet, ki so ga poprej ob obalah Istre vršile male ladjarske družbe, močno upadel, pa tudi varnost plovbe je bila zaradi številnih položenih morskih min ogrožena in omejena samo na dnevno plovbo. V želji, da bi pomorski promet v povojnem obdobju znova oživili, so leta 1947 ustanovili slovensko pomorsko podjetje Agramit (Agenzia marittima), ki je nudilo storitve prevoza s petimi motornimi jadrnicami (Labor, Nanos, Devin, Plavje, Šmarje). Podjetju so dodelili tudi ladjo Vida, nekdanji Triglav, last Jadranske plovidbe iz Suška. Po sklepu Občinskega ljudskega odbora Koper iz 23. januarja 1954 je iz Agramita nastalo podjetje Val, s sedežem v Piranu, vendar so ga čez pet mesecev preimenovali v Slovenijalinije. Podjetje je prevzelo vseh pet motornih jadrnic Agramita in kupilo prve tri ladje, ki so kasneje prešle k Splošni plovbiː Martin Krpan, Gorenjska in Rog, od katerih je bila samo Rog prava prekooceanska ladja (tipa liberty iz časa druga svetovne vojne). Skupna takratna nosilnost flote je bila 11.000 ton 

### Splošna plovba
Podjetje Slovenijalinije je 25. decembra 1954 prenehalo poslovati, 22. oktobra 1954 so ustanovili podjetje Splošna plovba Koper, ki je prevzelo vse premoženje in plovila prejšnjih poskusnih podjetij, ter je postalo edino pomorsko transportno podjetje v Slovenskem primorju. 
Leta 1955 je Zvezni izvršni svet izdal odločbo o možnosti nakupa rabljenih, vendar mlajših in modernejših ladij v tujini. Tako je Splošna plovba od reške Jugolinije prevzela ladje Bihać, Ljubljana, Neretva, Korotan, Gorica in Dubrovnik. 
Na ladji Gorenjska so leta 1954 tudi prvič uporabili logotip Splošne plovbe - s podobo Triglava nad morskimi valovi. Sidro so v zaščitni znak dodali pozneje.
Leta 1956 so sedež podjetja preselili iz Kopra v Piran. Splošna plovba je leta 1955 z ladjama Martin Krpan in Gorenjska odprla linijo proti Rdečemu morju, ki pa jo je kasneje prepustila Jadranski plovidbi z Reke. Konec petdesetih in v začetku šestdesetih let dvajsetega stoletja je vključila redno ekspresno linijo Jadransko morje - ZDA . V letih 1959 in 1960 so kupili več ladij, med njimi tri znane linijske ladje Bled, Bohinj in Bovec. 

Do leta 1962 je postala Splošna plovba drugo najmočnejše ladijsko transportno podjetje v Jugoslaviji, ki je imelo floto, sposobno prepeljati 167.500 ton blaga

### Genshipping Corporation
Svetovna kriza, ki je nastopila po podražitvi nafte konec leta 1973, je negativno vplivala na gospodarsko rast in blagovno menjavo, zaradi tega je tudi Splošna plovba zašla v velike težave. Zaradi krize jugoslovanskega gospodarstva in nihanj na mednarodnem pomorskem tržišču je morala Splošna plovba leta 1981 ustanoviti podjetje v tujini. V Monroviji v Liberiji je ustanovila hčerinsko družbo Genshipping Corporation, ki posluje z lastnimi in najetimi ladjami, ki jih večinoma daje v najem svojemu lastniku - Splošni plovbi. 
Po osamosvojitvi Slovenije in razpadu nekdanjega jugoslovanskega skupnega trga je Splošna plovba ostala brez zaledja za linijsko poslovanje. Ponovno je zašla v velike finančne težave, predvsem zaradi bremena vračila dolgoletnih japonskih posojil za nakup novih ladij. Republika Slovenija se je s posebnim zakonom leta 1995 obvezala, da bo vračala del dolgov poslovnega sistema Splošne plovbe, v zameno pa postala edini lastnik družbe. 
Edino slovensko ladjarsko podjetje upravlja s 11 ladjami in opravlja mednarodne pomorske prevoze v prosti plovbi ter linijski plovbi. Poleg tega podjetje opravlja tudi druge posle, povezane z gradnjo, nakupi in zaposlitvijo na ladjah pomorskega trga ter nudi komercialne, tehnične in druge storitve svojim hčerinskim družbam in drugim ladjarjem.

## Hčerinske družbe
Skupino Splošna plovba sestavljajo danes družbeː 
- Splošna plovba d.o.o., Portorož - Slovenija (matično podjetje)
- Genshipping Corporation, Monrovia, Liberija
- Genshipping Pacific Line Pte Ltd, Singapur
- Lucija Shipping Company Limited, Marshallovi otoki

## Flota
Floto skupine Splošna plovba sestavlja 11 ladij: 